# Кылыч, Доганай
Доганай Кылыч (тур. Doğanay Kılıç; 8 июня 1996 года, Бафра) — турецкий футболист, играющий на позиции полузащитника. Ныне на правах аренды выступает за турецкий клуб «Бурса Йилдырымспор».

## Клубная карьера
Доганай Кылыч начинал свою карьеру футболиста в клубе «Бурсаспор». 19 мая 2013 года он дебютировал в турецкой Суперлиге, выйдя в основном составе в гостевом матче с «Генчлербирлиги». С февраля 2016 года Доганай Кылыч выступал за «Газиантепспор». 19 января 2017 года он забил свой первый гол на профессиональном уровне, отметившись в домашнем поединке против «Османлыспора», проходившем в рамках группового этапа Кубка Турции.
В июле 2017 года Доганай Кылыч перешёл в турецкий «Гёзтепе», вернувшийся в Суперлигу.